# Bertalan Ágnes
Bertalan Ágnes (Budapest, 1968. június 27. –) Jászai Mari-díjas magyar színésznő, szinkronszínésznő.

## Életpályája
Főiskolai tanulmányait a Színház- és Filmművészeti Főiskolán végezte 1986–1990 között Székely Gábor és Zsámbéki Gábor osztályában. Osztálytársai voltak: Csányi János, Csendes Olivér, Gazdag Tibor, Ilyés Róbert, Kaszás Gergő, Majzik Edit, Mayer Zsigmond, Nagy Adrienne, Söptei Andrea, Stohl András, Tihanyi Szilvia.
1990–2006 között a Katona József Színház tagja volt. Jelenleg szabadúszó.

## Színházi szerepei
A Színházi Adattárban regisztrált bemutatóinak száma: 44.
- Molière: Kullancsok....
- Molière: A mizantróp....Éliante
- William Shakespeare: Vízkereszt, vagy amit akartok....Olivia szolgálója
- Bulgakov: Kutyaszív....Zina
- Spiró György: Csirkefej....Bakfis
- Ödön von Horváth: Kasimir és Karoline....Karoline
- Wedekind: Lulu....Henriette
- Csehov: Platonov....Marja Jefimovna Grekova
- Brecht: Turandot avagy a szerecsenmosdatók kongresszusa....Szu
- Valle-Inclán: Lárifári hadnagy felszarvazása....Kikötői utcalány
- Hare: A titkos elragadtatás....Rhoda Milne
- William Shakespeare: Hamlet....Színész
- Böll: Katharina Blum elvesztett tisztessége....
- Németh Ákos: Müller táncosai....Jutka
- Ödön von Horváth: Hit, remény, szeretet....Elisabeth
- Diderot: Jakab meg a gazdája....Jusztina
- Friel: Pogánytánc....Rose
- Pirandello: Ma este improvizálunk....Totina
- William Shakespeare: Szentivánéji álom....Heléna
- Csehov: Cseresnyéskert....Sarlotta Ivanovna
- Arden: Élnek, mint a disznók....Rosie
- Stoppard: Árkádia....Hannah
- Caragiale: Az elveszett levél....Zoe Trahanache
- Shaffer: Black Comedy....Clea
- Hamvai Kornél: Hóhérok hava....Mme Charpenret
- Federico García Lorca: Bernarda Alba háza....Magdalena
- Nestroy: A talizmán....Konstancia
- Strauss: Kalldewey farce....Nő
- Handke: Az óra, amikor semmit nem tudtunk egymásról....
- Weöres Sándor: Szent György és a Sárkány....Isabel hercegnő
- Widmer: Top Dogs....
- Fosse: Őszi álom....Nő
- Heinrich von Kleist: A bosszú (A Schroffenstein-család)....Eustache
- Szigarjev: Fekete tej....Pása Lavrentyeva
- Zelenka: Hétköznapi őrültek....
- Kukorelly Endre: Élnek még ezek?....Lonci
- Papp-Térey: Kazamaták....
- Cooney-Chapman: Kölcsönlakás....Joanna Markham
- Simon: Pletykafészek....Cassie Cooper
- Thompson: Aranytó...Chelsea
- Arcane: Ambessa (Animációs sorozat)

## Filmjei
| - Falfúró (1985) - Képvadászok (1986) - Szerelem első vérig (1986) - Ördög vigye (1992) - Esti Kornél csodálatos utazása (1995) - Kvartett (2000) - A Mi szerelmünk (2000) - Az utolsó blues (2002) - Az igazi Mikulás (2005) - Az ember tragédiája (2011) | - Heten Budapest ellen (1989) - Nem minden eladó – vedd meg, Uram! (1990) - Rizikó (1993) - Kisváros (1994-2000) - Szarajevó kávéház (1995) - Családi album (1999) - Duna Cabaret (2001) - A Nagyúr - gróf Bánffy Miklós (2001) - Molière: Tartuffe (2004) - Fejezetek az Erények könyvéből (2005) - 4x100 (2006) - Egy rém rendes család Budapesten (2006-2007) |

## Rádió
- Weöres Sándor: Szent György és a sárkány (1990)
- Alekszandr Szolzsenyicin: A tankok igazsága (1993)
- Gothár Péter: Menekülés az este elől, avagy a felboncolt szív (1993)
- Jeorjiosz Hortácisz: Nikolósz és Kaszándra (1993)
- Nádas Péter: Klára asszony háza (1993)
- Kipling, Rudyard: A pillangó, aki toppantott (1994)
- Pierre Carlet de Marivaux: A próbatétel (1997)
- Tandori Dezső: Klakk és Frakk és Musztafa (1999)
- Egressy Zoltán: Vesztett éden (2001)
- Goldoni, Carlo: A patikus avagy a szimuláns kisasszonyka (2001)
- Benkő Attila: Téli esték (2002)
- Pelevin, Viktor: Számok (2005)
- Eco, Umberto: Loana királynő titokzatos tüze (2007)
- Kőrösi Zoltán: Szerelmes évek (2017)
- Ferencz Zsuzsa: Pillangó a volánon (2018)
- Varga Bálint: Váltságdíj nélkül (2019)

## Szinkronszerepei
- A kém: Nancy – Miranda Hart
- A házasság buktatói: Nadide Seyyahoğlu – Evrim Doğan
- A végső akarat: Lale Bağcan Aydın – Ece Uslu
- A végzet fogságában: Nermin – Senan Kara
- A bosszú asszonya: Alba Sinisterra - Kristina Lilley
- A kiábrándult királylány: Dagmar
- A csábítás földjén: Valentina Villalba Rangel – Lucero
- Az örökség: Antonia – Christian Bach
- Az oroszlánkirály: Nala - Moira Kelly
- Az oroszlánkirály 2. – Simba büszkesége: Nala - Moira Kelly
- Az oroszlánkirály 3. – Hakuna Matata: Nala - Moira Kelly
- Az én kis családom – Seyma – Evrim Doğan
- Amerika Huangjai – Fay – Cheryl Hines
- Csipkerózsika: Csipkerózsika - Mary Costa (InterCom, 1995)
- Szex és New York: Miranda Hobbes/Brady - Cynthia Nixon
- Szeret nem szeret: Emily Trevelyan - Laura Fraser
- Cheers: Dr. Lilith Sternin-Crane - Bebe Neuwirth
- V.I.P. – Több, mint testőr: Maxine de la Cruz - Angelle Brooks
- Az utca törvénye: Malloy - Charlene Fernetz
- Undercover - a titkos csapat: Alex Cross - Vera Farmiga
- Pasadena: Catherine McAllister - Dana Delany
- Isteni sugallat: Helen Girardi - Mary Steenburgen
- Dr. Csont: Dr. Temperance 'Bones' Brennan - Emily Deschanel
- Az osztály: Holly Ellenbogen - Lucy Punch
- A jog útvesztőjében: Honor Scammel - Penny Downie
- Drót: Rhonda Pearlman - Deirdre Lovejoy
- Ki ez a lány?: Christina McKinney - Ashley Jensen
- Boszorkák: Jo Watkins - Anna Wilson-Jones
- Bleach: Unohana Retsu - Aya Hisakawa (japán) - Kate Higgins (angol)
- Bűnös szerelem: Natalia – Lorena Rojas
- A Madagaszkár pingvinjei: Marlene, a vidra - Nicole Sullivan
- Vízcsepp Mester: Niwa, a föld
- Trónok harca: Cersei Lannister - Lena Headey
- Ötcsillagos szerelem: Amelie Amann - Susanna Knechtl
- Point Pleasant – Titkok városa: Sarah Parker - Clare Carey
- 24: Erin Driscoll - Alberta Watson
- Halálos némberek (Asszonymaffia): Lillian Gordon-Moore- Emma Kennedy
- Eli Stone: Taylor Wethersby - Natasha Henstridge
- Miért ne Emily?: Reilly - Nadia Dajani
- Túsztárgyalók: Cheryl Carrera - Gina Torres
- Rejtélyek városa: Larkin Groves - Lisa Sheridan
- Jelenések: Sister Josepha Montafiore - Natascha McElhone
- Váltságdíj: Ellie Cain - Dana Delany
- Életem legrosszabb hete: Sarah - Jessica St. Clair
- A szökés: Samantha Brinker - Michelle Forbes
- Sanctuary – Génrejtek: Dr. Helen Magnus - Amanda Tapping
- Sorsok útvesztője: Hülya – Ahu Sungur
- Rubí, az elbűvölő szörnyeteg: Cristina Pérez Ochoa - Paty Díaz
- Doki: Donna Dewitt - Ruth Marshall
- Sarokba szorítva: Octavia Alarcón de Irazabal - Frances Ondiviela
- Cobra 11: Kim Krüger Katja Woywood
- Mindörökké szerelem: Rebeca Sanchez/ Barbara Grego -Lucero
- Szünidei napló: Talia Kramer Dafna Rechter
- Szulejmán: Gracia Mendes Nası – Dolunay Soysert
- Az Oroszlán őrség: Nala Gabrielle Union
- Star Darlings: Csillagocskák: Lady Stella Jennifer Hale
- Elif – A szeretet útján: Ayşe – Ozanay Alpkan
- Thor: Ragnarök: Hela - Cate Blanchett
- Mi lenne, ha…?: Hela - Cate Blanchett
- Tiltott gyümölcs: Ender - Şevval Sam
- ŰrDongó: Shatter - Angela Bassett
- Csernobil: Uljana Homjuk - Emily Watson
- Félig üres: Cheryl David - Cheryl Hines
- Tőrbe ejtve: Joni Thrombey - Toni Collette
- Ne nézz fel!: Brie Evantee - Cate Blanchett
- Azt hittem ismerlek: Laura Oliver - Toni Collette
- Élete a halál: Eleanor Bernay - Sara Wiseman
- A Mandalóri: Morgan Elsbeth - Diana Lee Inosanto
- Andor: Mon Mothma - Genevieve O'Rielly
- Nagyfiúk: Sally Lamonsoff - Maria Bello
- Nagyfiúk 2.: Sally Lamonsoff - Maria Bello
- Reszkessetek, betörők! 5. – Testvérek akcióban: Catherine Baxter - Ellie Harvie
- Rossz anyák: Carla Dunkver - Kathryn Hahn
- Rossz anyák karácsonya: Carla Dunkver - Kathryn Hahn

## Díjai, elismerései
- A színikritikusok díja (1993)
- Jászai Mari-díj (1995)
- Hekuba-díj (1999)
- Vastaps-díj (2001, 2003)